# タケエイ
株式会社タケエイ（英: TAKEEI CORPORATION）は、東京都港区に本社を置く産業廃棄物処理会社である。首都圏を地盤とし、建設業から排出される産業廃棄物の収集運搬から再資源化、最終処分までを一貫して行っている他、子会社を通してバイオマス発電所の運営も行っている。

## 沿革
- 1967年2月 - 創業者藤本武志により神奈川県川崎市にて創業。
- 1977年3月 - 武栄建設興業株式会社を神奈川県横浜市に設立。
- 1988年10月 - 現商号に商号変更。
- 1992年9月 - 本社を東京都江戸川区に移転。
- 2007年5月 - 東京証券取引所マザーズ市場に株式上場。
- 2008年7月 - 本社を東京都港区（現在地）に移転。
- 2008年11月 - 環境省のエコ・ファースト制度に基づき環境先進企業に認定[3]。
- 2012年7月 - 東京証券取引所市場第一部に市場変更。
- 2014年6月 - 富士車輌を子会社化[4]。
- 2017年11月 - 東海テクノとの資本提携を所有株式の譲渡によって解消[5]。
- 2021年10月 - 東京証券取引所市場第二部に上場していたリバーホールディングス株式会社と経営統合。共同株式移転を行い、持株会社のTREホールディングス株式会社を設立し、その子会社となる[6]。

## 事業所
- 本社（東京都港区）
  - 千葉営業部（千葉県千葉市中央区）
  - 東北支店（宮城県岩沼市）
- リサイクルセンター
  - 東京リサイクルセンター（東京都大田区）
  - 川崎リサイクルセンター（神奈川県川崎市川崎区）
  - 四街道リサイクルセンター（千葉県四街道市）
  - 塩浜リサイクルセンター（神奈川県川崎市川崎区）
- 最終処分場
  - 成田事業所（千葉県成田市）
  - 大木戸事業所（千葉県千葉市緑区）

## 主な関連会社
- 株式会社北陸環境サービス
- 株式会社ギプロ
- 富士車輌株式会社
- 株式会社信州タケエイ
- 株式会社タケエイメタル
- 株式会社津軽バイオマスエナジー
- 株式会社花巻バイオマスエナジー
- 株式会社大仙バイオマスエナジー[7]

ほか